# Сибирский 22-й стрелковый полк
Сибирский 22-й стрелковый полк
Старшинство — 18.08.1882
Полковой праздник — 6 декабря
Дислокация — Никольск-Уссурийский, временно — Хабаровск Приморской области (до 1.02.1913-после 1.04.1914 г.)

## История
- 18.08.1882 — сформирован 5-й Восточно-Сибирский линейный батальон.
- 30.10.1883 — 4-й Восточно-Сибирский линейный батальон.
- 11.07.1900 — 22-й Восточно-Сибирский стрелковый полк в составе 2-х батальонов
- 10.02.1904 — полк переформирован в 3 батальона
- 11.10.1905 — полк переформирован в 4 батальона
- 20.02.1910 — 22-й Сибирский стрелковый полк

В октябре- ноябре 1914 года принял участие в Лодзинской операции в составе 1 армии. В ходе боёв полк воевал в составе 6 сибирской дивизии, в ходе которого понёс большие потери, многие попали в немецкий плен. В 1916 принял участие в Брусиловском прорыве в составе 8 армии. В 1917 участвовал в наступлении на Львовском направлении.

## Командиры полка
- 1.07.1903 — полковник Громов
- 31.12.1904-09.03.1905 — подполковник Шипов, Павел Дмитриевич
- 09.03.1905-21.06.1906 — полковник Некрасов, Константин Герасимович
- до 01.02.1913-после 01.04.1914 — полковник Иванов
- 25.01.1915-после 28.11.1916 — полковник Кудрев, Владимир Сергеевич

## Знаки отличия
1. Георгиевское знамя с надписью: «За Бенсиху 28-29 Сентября 1904 года». Пожаловано 1.01.1907 г.
2. Знаки на головные уборы в 1-м батальоне с надписью: «За Сунгарийский поход 1900 года». Пожалованы 19.02.1903 г.[1]